# Йолтуховский, Виктор Михайлович
Виктор Михайлович Йолтуховский (10 мая 1947 — 24 марта 2023, Санкт-Петербург) — капитан 1 ранга, доктор военных наук, профессор, писатель, автор более 550 статей и 60 книг на военно-морскую тематику.

## Биография
Родился 10 мая 1947 года в селе Ялтухи Деражнянского района Каменец-Подольской области, УССР.
В 1965 году с серебряной медалью окончил Волковинецкую школу-интернат Хмельницкой области.
В 1966 году поступил на факультет противолодочного вооружения НК ВВМУ им. М. В. Фрунзе.
После окончания училища служил командиром БЧ-3 БПК «Стройный» 61-го проекта 170-й бригады ПЛК 7-й ОПЭСК Северного флота.
В 1973 году окончил ВСОК ВМФ, назначен на БПК пр. 1134 «Вице-адмирал Дрозд» 7-й ОПЭСК СФ.
В 1975 году назначен начальником редакции и типографии учебного крейсера «Комсомолец» (быв. «Чкалов») 4-й дивизии учебных кораблей Балтийского флота.
С февраля 1976 года — младший научный сотрудник Исторической группы ВМФ.
С октября 1976 года — адъюнкт кафедры истории военно-морского искусства ВВМУ им. Фрунзе. За полтора года подготовил и защитил кандидатскую диссертацию.
С января 1979 года — преподаватель, с сентября 1989 года — старший преподаватель кафедры тактики ВМФ и военной истории ВВМУПП им. Ленинского комсомола. Присвоено звание капитана 1 ранга.
В сентябре 1997 года уволен в запас. С сентября 1997 года — доцент ВВМУПП, с сентября 2000 года профессор. С сентября 2002 года — доцент Морского корпуса имени Петра Великого.
В октябре 2009 года после реорганизации ВМУЗ, старший научный сотрудник 9-го (исторического) НИО ЦНИ ПРФ ВУНЦ ВМФ — «Военно-морская академия».
Специалист в области истории создания и развития сил, средств и организации противоминной обороны отечественного ВМФ. Доктор военных наук (2008), профессор (2010).
Умер 24 марта 2023 года.

## Творческая деятельность
Автор, соавтор более 180 научных, учебно-методических работ и трудов. В их числе 9 учебных пособий, 12 монографий, 10 биографических справочников, около 80 статей в «Морском сборнике», «Военно-историческом журнале», «Судостроении», «Украинском историческом журнале».

### Учебные пособия
- «История войн и военно-морского искусства» (1997),
- «Курс истории войн и военно-морского искусства» (2002),
- «Отечественный флот в послевоенный период (1945—1991 гг.)» (2006).

### Биографические справочники
- «Знаменитые люди Санкт-Петербурга» (2001),
- «Спортивная слава Санкт-Петербурга» (2007),
- «Знаменитые люди Северного флота» (2012),
- «Знаменитые люди Балтийского флота» (2012),
- «Знаменитые люди Черноморского флота» (2013),
- «Адмиралы и генералы ВМФ СССР (1961—1975)» (2013),
- «Личности Тихоокеанского флота» (2014),
- «Адмиралы и генералы Военно-Морского Флота России» (2017).

### Монографии
- «Борьба с минной опасностью на Балтике (1941—1943)» (2007),
- «Минная война на Балтике (1941—1945)» (1998),
- «Противоминная оборона Северного флота (1941—1945)» (2003),
- «Борьба с минной опасностью на море в войнах начала XX века» (2004),
- «Противоминная оборона подводных лодок Балтийского флота (1941—1945)» (2007).

Автор более 550 статей и 60 научно-популярных книг. Среди них документальная повесть «„Штык“ на запрос не отвечает» (2007).
В. М. Йолтуховский — автор популярной книги «Юность великого града и флота» (2008). Опубликованы очерки в литературных журналах «Наш современник», «Донбасс», статьи в газетах «Красная Звезда», «Социалистическая индустрия», сотни очерков и статей в областных, флотских, газетах военных округов по военно-патриотической и военно-политической тематике.

## Семья
- Жена — Йолтуховская (Ушакова) Наталия Петровна.
- Дочь — Виктория.
- Сын — Михаил.
- Внук — Сергей, курсант Военно-морского института ВУНЦ ВМФ «Военно-морская академия».

## Награды и премии
- Почетный работник высшего профессионального образования РФ (2007).
- Лауреат конкурса МО РФ «Руководитель лучшей научной работы к 300-летию ВМФ» (1996).
- Победитель Всероссийского литературного конкурса «Твои, Россия, сыновья!» в номинации «Публицистика» (2019).